# Lubang
Lubang – wyspa na Filipinach, położona na Morzu Południowochińskim.
Wyspa Lubang znajduje się około 150 kilometrów na południowy zachód od Manili i około 20 km na północny zachód od wyspy Mindoro. Wyspa ma około 30 kilometrów długości i około 8,5 km szerokości i jest największą z grupy czterech większych wysp i kilkudziesięciu mniejszych jakie znajdują się w jej pobliżu. Większe wyspy to Ambil na wschodzie, Golo na południowym wschodzie i Cabra na północnym zachodzie. Powierzchnia wyspy wynosi 195 km². Najwyższe wzniesienie to Mount Goating 417 m n.p.m. W 2000 roku wyspę zamieszkiwało 32 028 mieszkańców, co dawało gęstość zaludnienia 164,2 mieszk./km².
Głównym źródłem dochodów mieszkańców jest rybołówstwo. Potencjalnym kierunkiem rozwoju w przyszłości może stać się turystyka ze względu na niezanieczyszczone środowisko naturalne wyspy oraz dostępność białych, piaszczystych plaż. Administracyjnie należy do prowincji Occidental Mindoro.